# Vincent Black Lightning
La Vincent Black Lightning fue una motocicleta del fabricante británico Vincent-HRD.
La primera unidad se construyó en septiembre de 1948 en los talleres de Vincent situados en Great North Road, Stevenage, Hertfordshire, y se mantuvo en producción desde 1948 hasta 1952. Era una motocicleta del modelo Vincent Black Shadow modificada especialmente en fábrica, que posteriormente sería producida con el nombre de Black Lightning.
Cuando se lanzó, era la motocicleta de serie más rápida del mundo.

## Desarrollo
Vincent-HRD comenzó la producción de motocicletas en 1928, y se convirtió en un negocio prometedor poco después de la Segunda Guerra Mundial, cuando se lanzó el modelo Black Shadow con un motor de 1000 cc. La Black Lightning, que batió  el récord de velocidad de motocicletas, era una  versión mejorada del modelo anterior, que se suministraba con un motor de características similares.

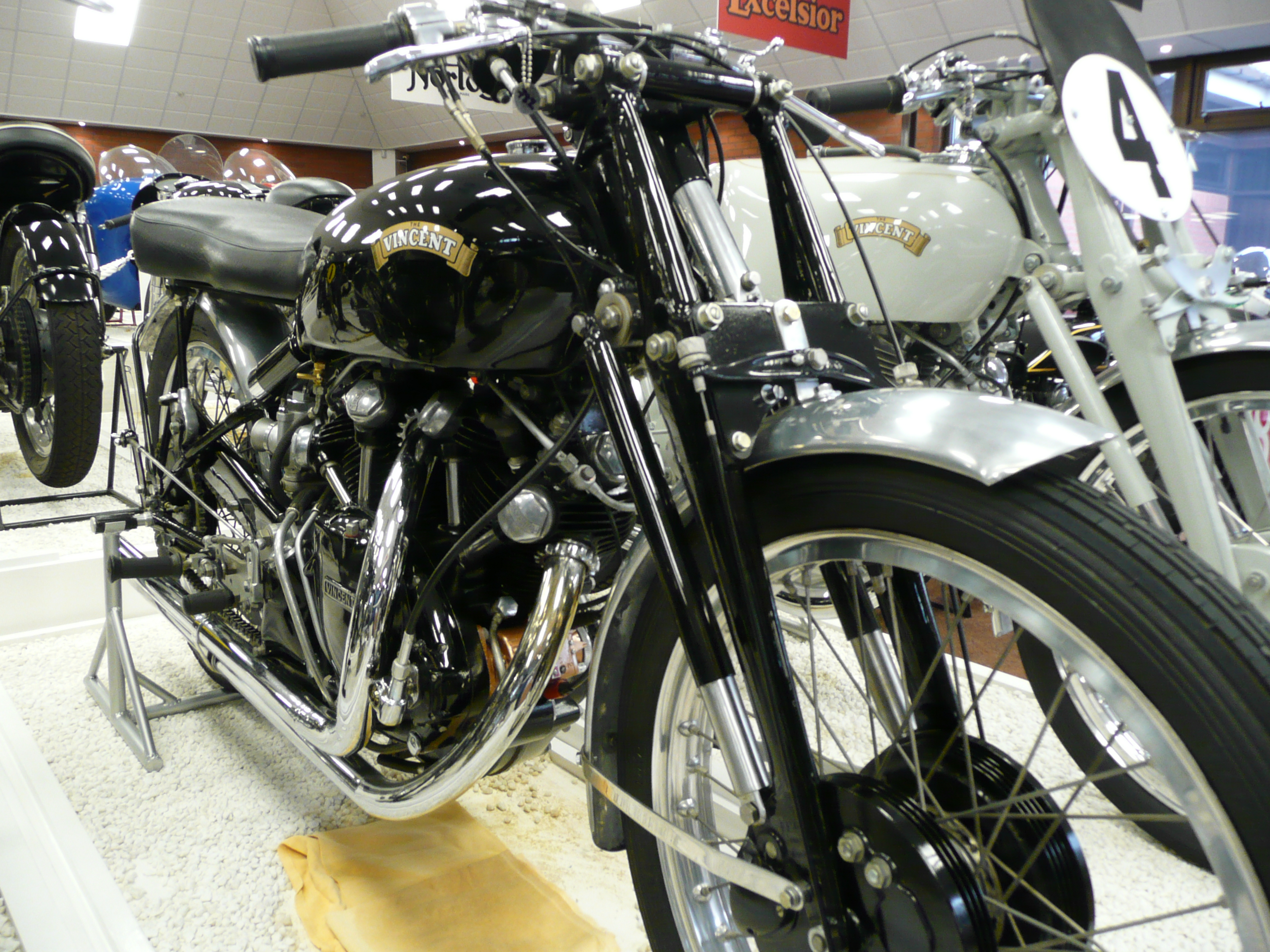
Vincent Series C Black Lightning

Disponible bajo pedido, las Black Lightning estándar contaban con un bastidor de competición en el que se utilizaba una aleación de magnesio, neumáticos especiales de carreras con llantas de aleación, controles de pie retrasados, asiento individual y guardabarros de aluminio. Esto redujo el peso de la Lightning a 380 lb (172,4 kilogramos). El motor bicilíndrico en V OHV de 998 cc refrigerado por aire, estaba basado en el mismo diseño que el motor estándar, pero potenciado con sistemas de competición con un mayor rendimiento. La Black Lightning tenía bielas de mayor resistencia, orificios de entrada más grandes, engranajes oscilantes pulidos, engranajes de acero, un carburador de competición y una magneto de avance manual, y estaba disponible con relaciones de compresión entre 6.8: 1 y 12.5: 1. Esto se tradujo en una potencia de 70 HP (52 kilovatios) y una velocidad máxima de 150 mph (241 kilómetros por hora). Solo se construyeron 31 unidades de la Black Lightning antes de que la producción se suspendiera en 1952 debido a los problemas financieros de la firma Vincent.

## Récord estadounidense e imagen

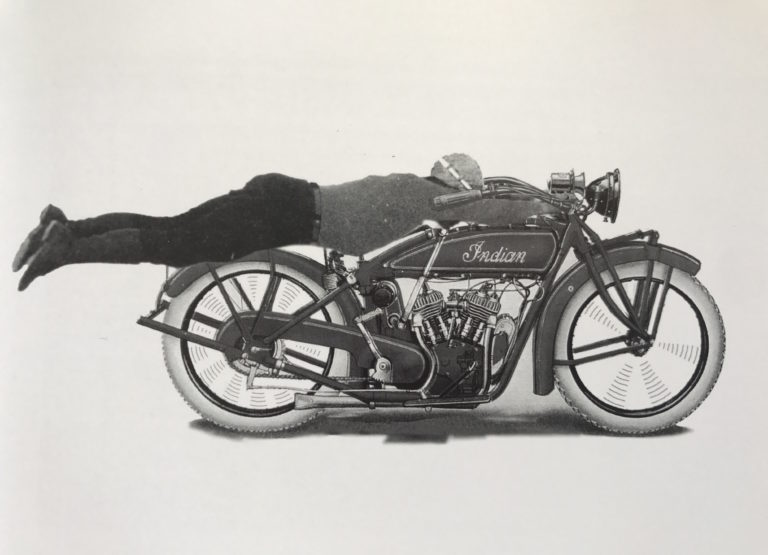
Rollie Free en 1920, conduciendo su moto de la misma forma con la que batió el récord estadounidense en el Salar de Bonneville en 1948

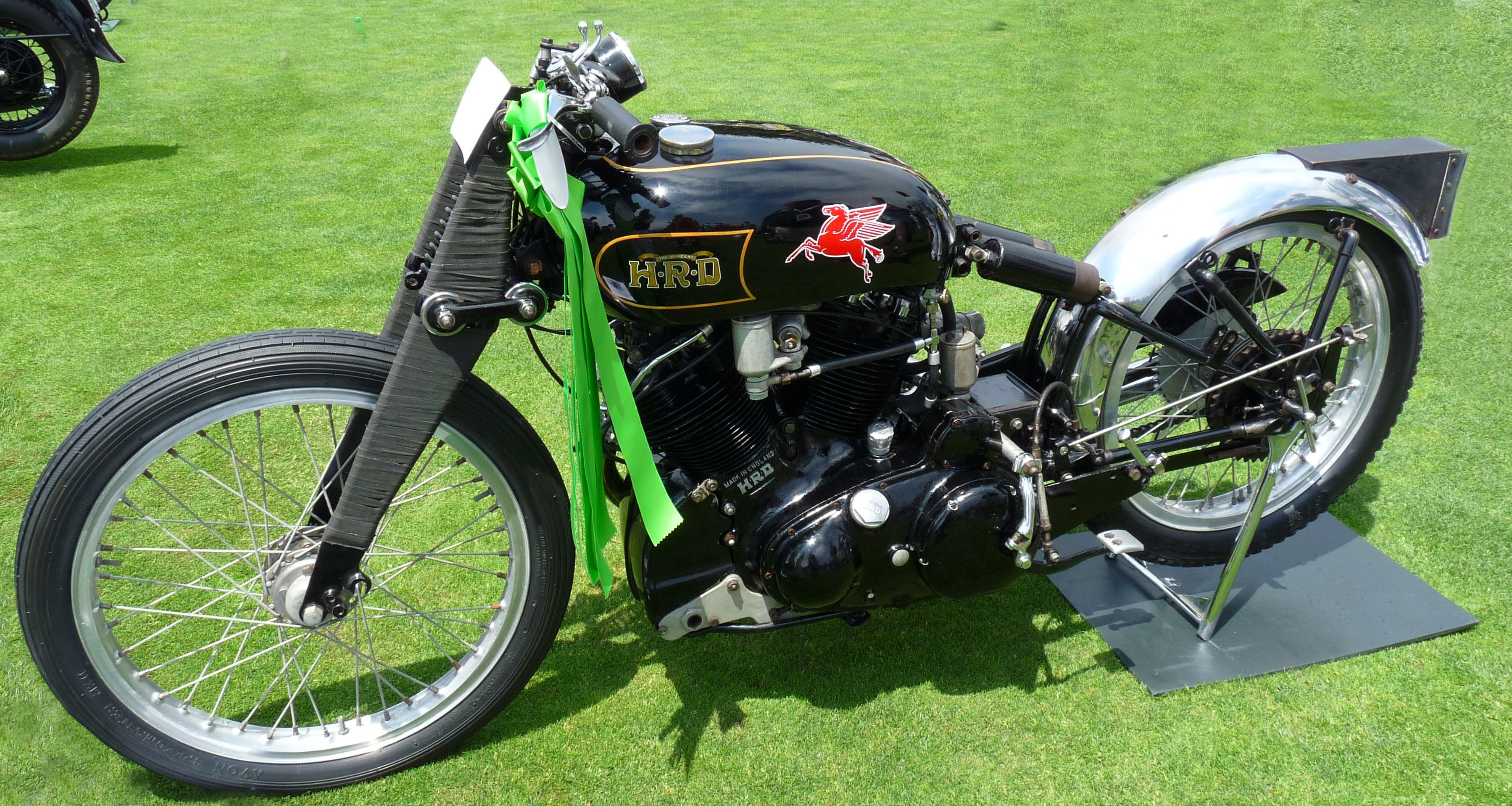
La máquina utilizada por Rollie Free, exhibida en el Concurso Pebble Beach en 2009

El 13 de septiembre de 1948, Rollie Free batió el récord nacional de velocidad de motocicletas de los Estados Unidos en el Salar de Bonneville en Utah, con la primera Vincent Black Lightning. Durante los trayectos para superar el récord, se alcanzó una velocidad media de 148,6 mph (239 kilómetros por hora). Para reducir la resistencia al viento, Free se despojó de su mono de cuero, y ataviado tan solo con un bañador para el último intento de récord, se tumbó sobre la moto con las piernas estiradas y la cabeza baja, guiando la máquina gracias a una raya negra pintada sobre la costra del salar. El truco funcionó, permitiendo que Free recorriese la milla en 23.9 segundos, rompiendo la barrera de las 150 mph (241 kilómetros por hora). En la carrera de retorno alcanzó una velocidad promedio récord de 150,313 mph (241,906 kilómetros por hora). Esto llevó a una de las fotografías más famosas en la historia de las motocicletas, conocida como "motocicleta de  traje de baño". La American Motorcyclist Association certificó dl récord de Free. Las características innovadoras de la motocicleta incluyeron el primer amortiguador trasero Vincent, el primer árbol de levas de competición Mk II y los carburadores de carreras montados horizontalmente. En 1950, Rollie Free regresó al salar de Bonneville y rompió su propio récord, promediando una velocidad de 156,58 mph (251,99 kilómetros por hora) en una Vincent, a pesar del accidente a alta velocidad que sufrió durante aquellas pruebas.

## Subasta récord
En febrero de 2018, durante una subasta realizada por Bonhams en Las Vegas, una Black Lightning, anunciada como una de las 19 unidades conservadas, estableció el récord mundial absoluto del precio más alto pagado en una subasta por una motocicleta, con un desembolso de 929.000 dólares. La máquina se utilizó para establecer un récord nacional de velocidad en Australia en 1953, y fue comprada por un australiano cuyo identidad no se reveló.

## Black Lightning sobrealimentada
En 1949, la revista The Motor Cycle ofreció un trofeo y un premio de 500 libras para el primer motociclista británico que batiera el récord mundial de velocidad, ostentado desde 1937 por una BMW con una marca de 173,54 mph (279,29 kilómetros por hora). Reg Dearden, un concesionario de motocicletas de Chorlton-cum-Hardy (Mánchester), ajustó un sobrealimentador a una Black Lightning completamente nueva, a la que incorporó una serie de amplias modificaciones, incluido el refuerzo y el alargamiento del cuadro en aproximadamente 6 plg (15,2 centímetros). Phil Vincent supervisó personalmente el trabajo, que tardó meses en completarse. NSU había elevado el récord mundial a 180,29 mph (290,15 kilómetros por hora) en 1951, y en 1953 el campeón del Mundo de la categoría de 500 cc Les Graham iba a hacer un intento representando al Reino Unido, pero murió en un accidente en el TT Isla de Man de 1953. La Vincent sobrealimentada cambió de manos varias veces, pero nunca realizó un intento de récord. En 1999, el periodista Mick Duckworth realizó un recorrido de prueba y escribió un artículo destacado para la revista Classic Bike. En octubre de 2008, la Vincent Black Lightning sobrealimentada de 'Dearden' se subastó en Bonhams, alcanzando un precio de 221.500 libras en el Stafford Motorcycle Show, estableciendo un récord como la motocicleta más cara vendida en una subasta en el Reino Unido hasta esa fecha. Se conserva una Black Lightning sobrealimentada de 1949 en el Solvang Vintage Motorcycle Museum en Solvang.

## Canción de Richard Thompson
Richard Thompson escribió la canción "1952 Vincent Black Lightning" y la grabó para su álbum de 1991 Rumor and Sigh. Thompson manifiesto más adelante: "Cuando era niño, esa era siempre la motocicleta exótica ... la que te hacía decor 'ooh, guau'". El héroe proscrito que protagoniza la canción, James, quien "ha robado a muchos hombres para obtener su máquina Vincent", habla sobre la mística de la motocicleta en su última estrofa:

Says James: "In my opinion,

there's nothing in this world,

beats a '52 Vincent,

and a red-headed girl.

Now Nortons, and Indians, and Greeveses won't do;

they don't have a soul

like a Vincent '52."
Dice James: "Opino que,

no hay nada en este mundo,

que supere a una Vincent del 52,

y a una chica pelirroja.

Ahora las Norton, y las Indian, y las Greeves ya no pueden hacerlo;

ya no tienen alma

como la Vincent del 52."

## Palmarés
| Récord                      | Récord                                    | Récord                   |
| --------------------------- | ----------------------------------------- | ------------------------ |
| Precedido por SS100 Pendine | Motocicleta de serie más rápida 1949-1952 | Sucedido por Kawasaki Z1 |